# 報徳会宇都宮病院
報徳会宇都宮病院（ほうとくかいうつのみやびょういん）は、栃木県宇都宮市にある私立精神科病院である。設置者は医療法人報徳会。

1983年に入院患者2名が死亡した宇都宮病院事件が発生した。のちに院内で行われていた虐待や違法な診療、無資格者による遺体解剖、院長のファミリー企業における作業療法と称した患者の労働搾取など、さまざまな問題が明らかになり、当時の石川文之進院長を含む数人の職員が実刑判決を受けて服役した。
単に宇都宮病院とも称される。国立病院機構宇都宮病院、栃木県済生会宇都宮病院など、他の「宇都宮病院」を名乗る医療機関とは全く関係がない。
医療法人報徳会の「報徳」とは、栃木県に由縁のある二宮尊徳の教えに由来するものである。
公益財団法人日本医療機能評価機構認定病院（病院評価は3rdG:Ver.2.0〈4回目、2020年1月6日認定、2024年8月22日認定有効期限〉）。

## 沿革
- 1960年（昭和35年） - 医療法人報徳会設立許可[4]。
- 1961年（昭和36年） - 医療法人報徳会宇都宮精神病院開設[5]。
- 1983年（昭和58年） - 4月と12月に看護職員による精神科入院患者2名が暴行・虐待死する事件が発生（宇都宮病院事件）。人権を無視した精神医療が社会的な非難を浴びた。
- 2002年（平成14年） - 宇都宮病院および併設の老人保健施設「陽南」で病原性大腸菌O-157による食中毒が発生し、8名が死亡[6]。
- 2022年（令和4年） - 何の精神疾患も認知症症状もないにもかかわらず37日間にわたり強制的な入院と向精神薬投与などを受け心身に損害を受けた男性が、報徳会宇都宮病院と担当医師らに損害賠償を求めて提訴した。[7]強制的に長期間入院させたのは監禁罪にあたるとして、宇都宮地検に刑事告訴している[8]。

## 病院概要

### 医療機関の認定
（この節の出典）
- 保険医療機関
- 労災保険指定医療機関
- 自立支援医療指定機関（精神通院医療）
- 精神保健指定医の配置されている医療機関
- 生活保護法指定医療機関（中国残留邦人等の円滑な帰国の促進並びに永住帰国した中国残留邦人等及び特定配偶者の自立の支援に関する法律(平成6年法律第30号)に基づく指定医療機関を含む）
- 原子爆弾被害者一般疾病医療取扱医療機関

## 診療科目
2020年時点での診療科目は以下の通り。
- 精神科
- 神経内科
- 内科
- 外科
- 呼吸器科
- 消化器科
- 整形外科
- 皮膚科
- 歯科

## 不祥事
- 宇都宮病院事件 - 看護職員が金属パイプで患者を約20分にわたって乱打し死亡させた事件。死者2名。
- 宇都宮病院事件以前から「看護師に診療を違法に行わせる」「患者の虐待」「作業療法と称して石川院長一族の企業で違法に働かせる」「病院裏の畑で農作業に従事させ違法に収穫物を職員に転売する」「ベッド数を上回る患者を違法に入院させる」「死亡した患者を違法に解剖する」などの違法行為が行われていた。
- 石川文之進院長を無資格診療指示の疑いで逮捕。その後起訴され懲役8カ月の実刑判決が確定。厚生労働省の医道審議会は同氏に対し医業停止2年の処分を決定した。[10]

## 交通アクセス
- JR日光線「鶴田駅」より徒歩約20分
- 東武宇都宮線「南宇都宮駅」より徒歩約20分

## 関連施設
- 社会福祉法人報徳会　特別養護老人ホーム「葛生ホーム」
- 社会福祉法人大恵会　特別養護老人ホーム「今市ホーム」「ひかりの里」
- 医療法人報徳会付属平畑静塔記念介護老人保健施設「陽南」
- 医療法人報徳会付属援護寮「みなみ」
- 精神障害者地域生活援助グループホーム
- 学校法人大恵会　石川幼稚園
- 医療法人大恵会　大恵痛みクリニック

付属学校
- 医療法人報徳会 宇都宮病院附属准看護学校 - 1973年開校。宇都宮市陽南4-6-34（宇都宮病院本館7階）。
- 医療法人報徳会 報徳看護専門学校 - 2007年4月開校。宇都宮市上横田町1302-12。

## 周辺
- 宮原運動公園
- 栃木県立衛生福祉大学校
- 栃木県立宇都宮高等学校
- 宇都宮市陽南プール